# Tetrahloroeten reduktivna dehalogenaza
Tetrahloroeten reduktivna dehalogenaza (EC 1.97.1.8, tetrahloroeten reduktaza) je enzim sa sistematskim imenom akceptor:trihloroeten oksidoreduktaza (hlorinacija). Ovaj enzim katalizuje sledeću hemijsku reakciju:
trihloroeten + hlorid + akceptor {\displaystyle \rightleftharpoons } tetrahloroeten + redukovani akceptor
Ovaj enzim omogućava zagađivaču tetrahloroetenu da podržava bakterijski rast i odgovoran je za uklanjanje brojnih hlorinisanih ugljovodonika posredstvom tog organizma.

## Literatura
- Nicholas C. Price; Lewis Stevens (1999). Fundamentals of Enzymology: The Cell and Molecular Biology of Catalytic Proteins (Third изд.). USA: Oxford University Press. ISBN 019850229X.
- Eric J. Toone (2006). Advances in Enzymology and Related Areas of Molecular Biology, Protein Evolution (Volume 75 изд.). Wiley-Interscience. ISBN 0471205036.
- Branden C; Tooze J. Introduction to Protein Structure. New York, NY: Garland Publishing. ISBN 0-8153-2305-0.
- Irwin H. Segel. Enzyme Kinetics: Behavior and Analysis of Rapid Equilibrium and Steady-State Enzyme Systems (Book 44 изд.). Wiley Classics Library. ISBN 0471303097.

## Spoljašnje veze
- Tetrachloroethene+reductive+dehalogenase на 